# Max Beerbohm
Henry Maximilian «Max» Beerbohm (Londres, 24 de agosto de 1872-Rapallo, 20 de mayo de 1956) fue un escritor y caricaturista británico.

## Biografía
Siendo todo un dandi, Beerbohm elaboró sofisticados dibujos y parodias que fueron únicas al plasmar con bondad cualquier actitud pedante, artificial o absurda de sus famosos y bien vestidos contemporáneos. Su primera obra literaria fue The Works of Max Beerbohm de 1896, mientras que su primera colección de caricaturas fue Caricatures of Twenty-five Gentlemen de 1896. Después escribió la fábula The Happy Hypocrite en 1897 (traducida en 2012 en español como El farsante feliz por la editorial Acantilado) y su única novela Zuleika Dobson en 1911. Su anecdotario Seven Men de 1919, es considerado toda una obra maestra. En ese libro aparece Enoch Soames, cuento alabado por Jorge Luis Borges,  Adolfo Bioy Casares y Silvina Ocampo, quienes lo tradujeron e incluyeron en su Antología de la literatura fantástica.
Thomas Wolfe, en una carta a unos amigos, escribió el 14 de mayo de 1930 sobre él: «Vive silencioso en Rapallo, uno de los lugares más bellos del mundo. Ve a poca gente, se queda sentado en la terraza y pinta un poco, lee un poco, pasea un poco y de vez en cuando escribe un poco. Es vago y se esfuerza en no hacer nada. A pesar de ello ha realizado hermosas cosas y además en gran cantidad».

## Obras

### Obras escritas
- The Works of Max Beerbohm, with a Bibliography by John Lane (1896)
- The Happy Hypocrite (1897)
- More (1899)
- Yet Again (1909)
- Zuleika Dobson; or, An Oxford Love Story (1911)
- A Christmas Garland, Woven by Max Beerbohm (1912)
- Seven Men (1919; edición ampliada como Seven Men, and Two Others, 1950)
- Herbert Beerbohm Tree: Some Memories of Him and of His Art (1920, ed. por Max Beerbohm)
- And Even Now (1920)
- A Peep into the Past (1923)
- Around Theatres (1924)
- A Variety of Things (1928)
- The Dreadful Dragon of Hay Hill (1928)
- Lytton Strachey (1943) Rede Lecture
- Mainly on the Air (1946; edición ampliada 1957)
- The Incomparable Max: A Collection of Writings of Sir Max Beerbohm (1962)
- Max in Verse: Rhymes and Parodies (1963, ed. por J. G. Riewald)
- Letters to Reggie Turner (1964, ed. por Rupert Hart-Davis)
- More Theatres, 1898–1903 (1969, ed. por Rupert Hart-Davis)
- Selected Prose (1970, ed. por Lord David Cecil)
- Max and Will: Max Beerbohm and William Rothenstein: Their Friendship and Letters (1975, ed. por Mary M. Lago and Karl Beckson)
- Letters of Max Beerbohm: 1892–1956 (1988, ed. por Rupert Hart-Davis)
- Last Theatres (1970, ed. por Rupert Hart-Davis)
- A Peep into the Past and Other Prose Pieces (1972)
- Max Beerbohm and The Mirror of the Past (1982, ed. Lawrence Danson)

### Colecciones de caricaturas
- Caricatures of Twenty-five Gentlemen (1896)
- The Poets' Corner (1904)
- A Book of Caricatures (1907)
- Cartoons: The Second Childhood of John Bull (1911)
- Fifty Caricatures (1913)
- A Survey (1921)
- Rossetti and His Circle (1922)
- Things New and Old (1923)
- Observations (1925)
- Heroes and Heroines of Bitter Sweet (1931) five drawings in a portfolio
- Max's Nineties: Drawings 1892–1899 (1958, ed. Rupert Hart-Davies and Allan Wade)
- Beerbohm's Literary Caricatures: From Homer to Huxley (1977, ed. J. G. Riewald)
- Max Beerbohm Caricatures (1997, ed. N. John Hall)
- Enoch Soames: A Critical Heritage (1997)